# Glaciar Martial

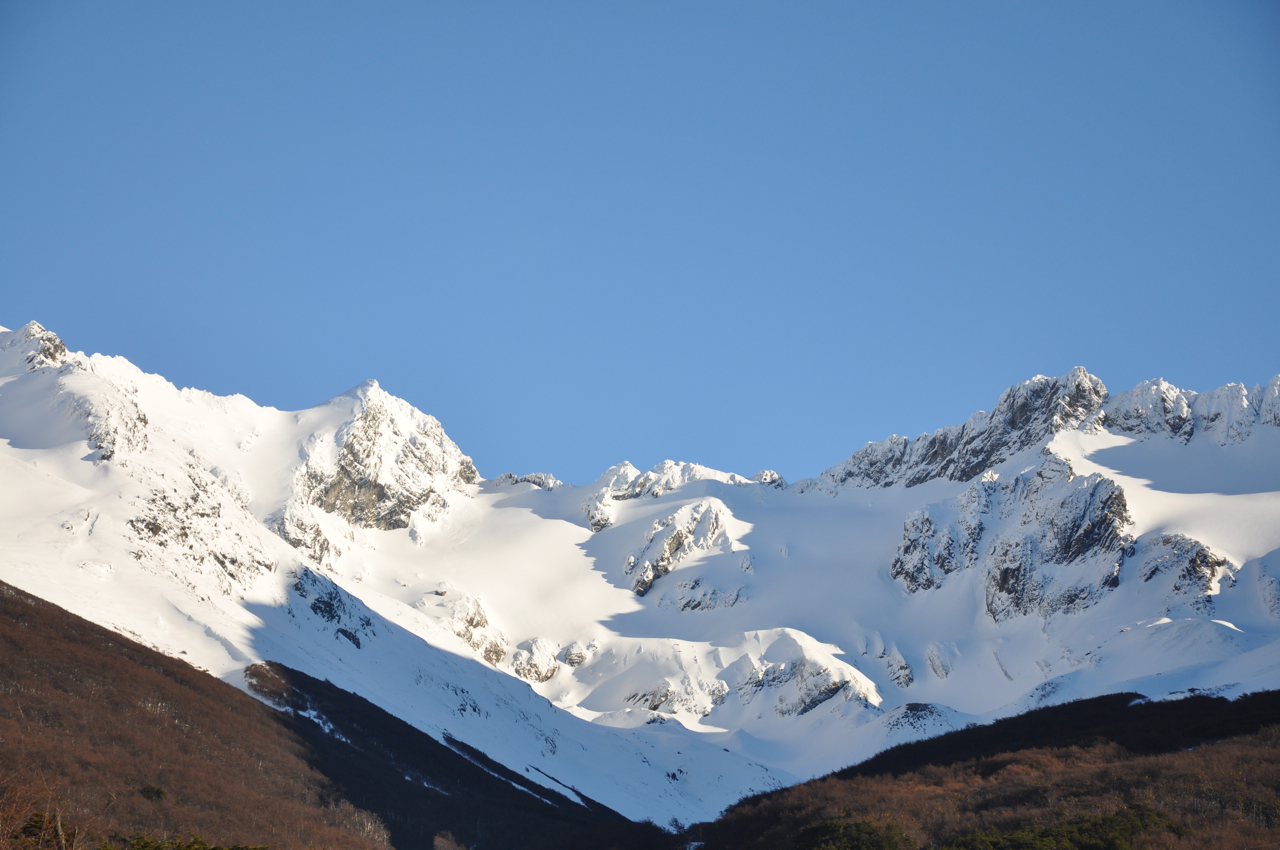
Glaciar Martial durante o período de inverno

O glaciar Martial, também chamado de geleira Martial, é uma geleira localizada na encosta sul dos montes Martial , imediatamente ao norte da cidade argentina de Ushuaia, na Terra do Fogo. Esse corpo de gelo constitui na mais importante fonte de fornecimento de água potável da cidade, além de ser um relevante ponto turístico local.

## Historia
Esta geleira tem seu nome em homenagem à Luis Fernando Martial, comandante de uma expedição científica francesa realizada entre os anos de 1882 e 1883, cuja missão era observar o trânsito do planeta Vênus. Para atingir seus objetivos, o comandante Martial ordenou a construção de um assentamento nas proximidades desta montanha, no qual cerca de dez pesquisadores permaneceram por cerca de um ano.

## Características
O Glaciar Martial é  considerado uma geleira circular devido à sua forma semelhante a um anfiteatro. 
Este corpo de gelo esta localizado nas encostas andinas próximas a Ushuaia, a cerca de 1000 metros de elevação em relação ao nível do mar. Atualmente, consiste em um remanescente glacial, ou seja, trata-se dos remanescentes de uma geleira muito maior que existia  em um período de clima mais frio no passado. O riacho Buena Esperanza nasce a partir do derretimento da base desta geleira e devido à sua água extremamente pura, é considerado uma importante fonte de água potável para a cidade.

## Comportamento da geleira
O glaciar Martial tem sido objeto de monitoramento e estudos glaciológicos por parte de institutos de pesquisas argentinos, Foi registrado que esta geleira experimentou grande perda de volume ao longo da segunda metade do século XX. Entre 1984 e 2003 registrou-se um recuo médio de 50 cm de sua superfície ao ano. Houve uma diminuição nesta tendência de redução em sua extensão durante o período entre 2003 e 2011, provavelmente em virtude da ocorrência de verões mais frescos e precipitações acima da média ao longo desses anos.